# بونآت
بونآت (به فرانسوی: Beaunotte) یک کمون (فرانسه) در فرانسه است که در بخش مونبر واقع شده‌است. بونآت ۸٫۵ کیلومتر مربع مساحت دارد ۳۲۶ متر بالاتر از سطح دریا واقع شده‌است.